# Amar Fatim Borso Mbodj
Amar Fatim Borso Mbodj (mort en janvier 1826) est un brak (roi) du Waalo, dans le nord-ouest du Sénégal moderne, au début du XIXe siècle. C'est sous son règne qu'est signé le Traité de Ndiaw et qu'a lieu la résistance de Nder.

## Biographie
Amar Fatim Borso Mbodj est un descendant de Barka Mbodj, le premier brak du Waalo au XIIIe siècle et demi-frère de Ndiadiane Ndiaye, ancêtre légendaire du peuple Wolof. Amar Fatim Borso Mbodj appartenait aussi à la dynastie matrilinéaire des Diouss (ou Joos), ce qui en fait un descendant de la princesse Ndoye Demba.
Amar Fatim Borso Mbodj épouse la linguère Yamar Khuri Yaye, cousine du brak Kouly MBaba Diop. À la mort de ce-dernier en 1816, Yamar Khuri Yaye lui succède faisant d'Amar Fatim Borso Mbodj le nouveau brak du Waalo.
Le 8 mai 1819, il signe le Traité de Ndiaw avec le gouverneur français du Sénégal Julien Schmaltz. Le traité vise à donner à la France la jouissance de terrains destinés à la mise en culture du coton et de la canne à sucre, en échange du paiement d'une somme régulière - nommée « coutume » - et d'une assistance militaire. Ce traité aboutit également à la création de la ville de Richard-Toll ainsi qu'à une série de postes commerciaux le long du fleuve Sénégal : Bakel en 1820, Dagana en 1821, Merinaghen en 1822, Lampsar en 1843 et Sénoudébou en 1845.
En novembre 1819, alors qu'Amar Fatim Borso se trouve à Saint-Louis avec la majorité de ses troupes, la tribu maure des Trarzas attaque la ville de Nder (alors capitale du Waalo), où les femmes et enfants des notables du royaume sont restées. Cela aboutit avec la résistance de Nder, durant laquelle les femmes de la ville préfèrent commettre un suicide collectif que d'être prise comme captive. La femme d'Amar Fatim Borso y périra.
Il mourut en janvier 1826, alors que ses filles Ndaté Yalla et Ndieumbeutt Mbodj, qui allaient toutes deux lui succéder sur le trône du Waalo, n'étaient encore qu'adolescentes.